# Coelogyne veitchii
Coelogyne veitchii är en orkidéart som beskrevs av Robert Allen Rolfe.
Coelogyne veitchii ingår i släktet Coelogyne och familjen orkidéer. Inga underarter finns listade i Catalogue of Life.